# Umberto Agnelli
Umberto Agnelli (ur. 1 listopada 1934 w Lozannie, zm. 27 maja 2004 w Turynie) – włoski przedsiębiorca i polityk. Prezydent włoskiego klubu piłkarskiego Juventus F.C. w latach 1955–1962. Dyrektor Generalny przedsiębiorstwa FIAT w latach 1970–1976. Członek włoskiego senatu w latach 1976–1979. Honorowy prezes Juventusu oraz Włoskiego Związku Piłki Nożnej. Zmarł na raka w wieku 69 lat.
Magazyn „Forbes” ocenił jego majątek na 1,5 mld dolarów, co za życia uplasowało go na 68. miejscu najbogatszych ludzi na świecie. Był mocno związany zarówno z turyńskim koncernem samochodowym FIAT, jak i z Juventusem. Pochodził z jednego z najbardziej znanych rodów włoskich przedsiębiorców, rodziny Agnellich.